# El Casar (metropolitana di Madrid)
El Casar è una stazione delle linee 3 e 12  della metropolitana di Madrid.

## Storia
La stazione della metropolitana fu inaugurata il 11 aprile 2003. In concomitanza dell'apertura della linea metropolitana è stata anche inaugurata la stazione ferroviaria lungo la linea linea Madrid-Aranjuez. Con questa inaugurazione, si è creata un'ulteriore connessione metropolitana Metrosur e la rete ferroviaria.
A seguito di lavori, nel 2014, la stazione metropolitana rimase chiusa. La ragione di questi lavori è stata la sostituzione delle rotaie e della massicciata. I miglioramenti, che hanno avuto un costo di 12,5 milione di euro, hanno permesso ai treni di circolare a più di 70 km/h rispetto ai 30 km/h con cui circolavano prima dei lavori.
Il 21 Aprile 2025 venne innaugurato il prolungamento della linea 3 fino a qui.

## Servizi
La stazione dispone di:
- Ascensori

## Interscambi
La fermata costituisce un interscambio con la stazione di El Casar, servito dai treni delle linee C-3 e C-3a della rete di Cercanías di Madrid.
Nelle vicinanze della stazione effettuano fermata alcune linee automobilistiche urbane ed extraurbane, gestite da EMT Madrid.
- Stazione ferroviaria (El Casar)
- Fermata autobus